# 肾炎综合征
肾炎综合征（英語：Nephritic syndrome），又稱腎炎症候群，以血尿、蛋白尿为特征的综合征，常伴隨水肿和高血压。

## 病徵分類
可进一步细分为：
- 急性肾炎综合征：病程1年内。
- 急进性肾炎综合征：伴随肾功能急进性恶化，即数周至数月内进展到少尿型肾衰竭。
- 慢性肾炎综合征：病程超过1年。

## 延伸閱讀
- Crutchlow, Eileen M.; Dudac, Pamela J.; MacAvoy, Suzanne; Madara, Bernadette R. . Jones & Bartlett Learning. 2002-01-01  [2017-08-11]. ISBN 9781556425653. （原始内容存档于2016-05-01）.
- Schrier, Robert W. . Lippincott Williams & Wilkins. 2014-05-13  [2017-08-11]. ISBN 9781469887364. （原始内容存档于2016-06-03）.

## 外部連接
- Nephritic syndrome （页面存档备份，存于） - A to Z topics.